# Coţofeni-kultura
Coţofeni-kultura [~ kocofe'ni] je eneolitička kultura raširena u većem dijelu Rumunjske, sjeverozapadne Bugarske i istočne Srbije. Najpoznatija su nalazišta: Coţofeni din Dos, Rîpa Roşie, Ostrovul Corbului, Locuşteni, sva u Rumunjskoj. Naselja su se nalazila na riječnim terasama, brežuljcima i u špiljama. Nekropole nisu otkrivene, a malobrojni pojedinačni grobovi upućuju na različitost u načinu pokapanja. Gospodarstvo se zasnivalo na stočarstvu, a u manjoj mjeri i na poljodjelstvu. Karakterističan je keramički ukras brazdasto urezivanje (Furchenstich) s bijelom inkrustacijom. Datira se u razdoblje između 3500. i 3000. pr. Kr.